# Warner-Bros.-Wasserturm

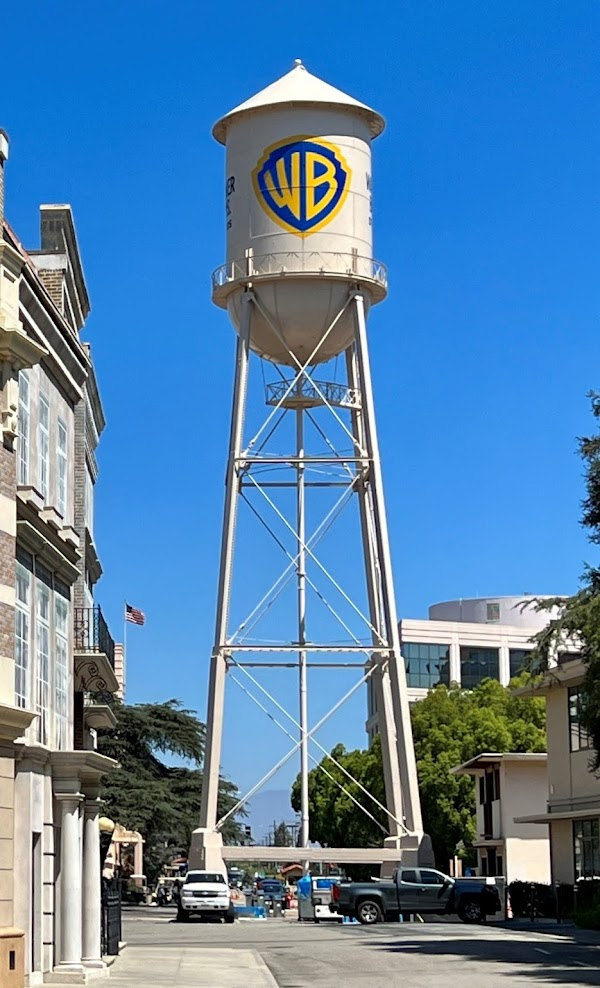
Warner-Bros.-Wasserturm

Der Warner-Bros.-Wasserturm ist ein historisches Bauwerk auf dem Grundstück der Warner-Bros.-Studios. Der Wasserturm wurde im Jahr 1927 gebaut und ist 40,5 Meter hoch. Anfangs wurde er noch tatsächlich als Wasserturm verwendet und enthielt bis zu 380.000 Liter. Jetzt steht der Wasserturm nur mehr ikonisch auf dem Studiogelände von Warner Bros. und ist beidseitig mit dem Warner-Bros.-Logo bemalt. Zeitweise wird der Wasserturm neu gestrichen und als Werbeträger bspw. für aktuelle Veröffentlichungen wie den Start von HBO Max verwendet.

## Geschichte
Als der Wasserturm gebaut wurde, befand er sich neben der Feuerwehr von Warner Bros. und wurde nach dem Erdbeben von Long Beach im Jahr 1933 verlegt, als die Warners erkannten, dass ein Sturz des Turms auf die Feuerwehr die Nothilfe stören würde. Türme wie diese waren ein gemeinsames Merkmal der Hollywood-Studios dieser Zeit, da sie im Brandfall eine Notwasserversorgung boten. Ähnliche Türme sind auf den Grundstücken von Walt Disney Company, Paramount und Sony Pictures (ehemals MGM) zu finden.

## Verwendung in Medien
Oft wird der Wasserturm in Medien verwendet. Schon in den Kurzfilmen von Warner Bros. tauchte der Wasserturm auf, ebenso in der Zeichentrickserie Animaniacs oder dem Film Space Jam: A New Legacy.

## Sonstiges
- Das Musiklabel WaterTower Music trägt ein Bild des Wasserturms von 2019 als Logo.